# Sklabinská dolina
Sklabinská dolina je údolí v západní části pohoří Velké Fatry na Slovensku.

## Přístupnost
Turistická značená trasa 2732 (prochází dolinou).